# Olivier Toussaint
Olivier Toussaint (Parijs) is een Franse zanger en componist.

## Carrière
Na een studie economie en sociologie in Parijs werd Toussaint actief als muzikant. Eind jaren 1960 vormde hij een succesvol componistenduo met Paul de Senneville. Ze schreven voor artiesten als Michel Polnareff, Dalida en Mireille Mathieu. Een groot succes was de Dolannes Melodie voor Jean-Claude Borelly in 1975. In 1976 richtten ze hun eigen label Delphine op, waarvoor ze Richard Clayderman ontdekten. Diens Ballade pour Adeline, gecomponeerd door Toussaint en de Senneville, werd ook een internationaal succes.
Voor aanvang van de jaren 1970 tot midden jaren 1980 zong en componeerde Toussaint samen met zijn partner de Senneville voor de Franse popband Pop Concerto Orchestra. Met het nummer Eden is a Magic World (1982) kon een nummer 1-hit worden gescoord in de Franse hitlijst. Beiden formeerden in 1972 de popband Anarchic System op voor het label AZ. Tijdens de jaren 1970 was Toussaint componist voor talrijke erotische films.
Toussaint werd samen met de zangeres Caline gekozen om Monaco te vertegenwoordigen tijdens het Eurovisiesongfestival 1978 met Les Jardins de Monaco, goed voor een 4e plaats.
Toussaint is tegenwoordig werkzaam in het management voor zijn label en voor Richard Clayderman.
1959: Jacques Pills · 
1960: François Deguelt · 
1961: Colette Deréal · 
1962: François Deguelt · 
1963: Françoise Hardy · 
1964: Romuald · 
1965: Marjorie Noël · 
1966: Tereza · 
1967: Minouche Barelli · 
1968: Line & Willy · 
1969: Jean-Jacques · 
1970: Dominique Dussault · 
1971: Séverine · 
1972: Anne-Marie Godart & Peter McLane · 
1973: Marie · 
1974: Romuald · 
1975: Sophie · 
1976: Mary Christy · 
1977: Michèle Torr · 
1978: Caline & Olivier Toussaint · 
1979: Laurent Vaguener · 
2004: Märyon · 
2005: Lise Darly · 
2006: Séverine Ferrer
- Biblioteca Nacional de España: XX1140153
- Bibliothèque nationale de France: cb14836055f (data)
- Gemeinsame Normdatei: 134541472
- International Standard Name Identifier: 0000 0000 7729 0318
- Nationale Bibliotheek van Letland: 000297581
- MusicBrainz: 3e85ef89-ba66-4190-9250-13910f645a87
- Nationale Bibliotheek van Tsjechië: xx0180718
- Nationale Bibliotheek van Polen: a0000003412591
- Nederlandse Thesaurus van Auteursnamen: 07199582X
- Système universitaire de documentation: 179826255
- Virtual International Authority File: 5196742
- WorldCat: E39PBJmpg4FPh3b7vrC78rJkXd